# Grand Prix Kooperativa
Le Grand Prix Kooperativa est une ancienne course cycliste disputée en Slovaquie. Créé en 2004, il fait partie de l'UCI Europe Tour de 2005 à 2009, en catégorie 1.2.

## Palmarès
| Année | Vainqueur         | Deuxième           | Troisième         |
| ----- | ----------------- | ------------------ | ----------------- |
| 2004  | Laszlo Garamszegi | Martin Prázdnovský | Stanislav Kozubek |
| 2005  | Piotr Przydział   | František Raboň    | Kairat Baigudinov |
| 2006  | Peter Velits      | Jure Kocjan        | Radoslav Rogina   |
| 2007  | Kristjan Fajt     | René Andrle        | Marcin Sapa       |
| 2008  | Esad Hasanovic    | Nebojša Jovanović  | Artur Detko       |
| 2009  | Peter Sagan       | Oleksandr Sheydyk  | Rupert Probst     |